# Pessi ja Illusia
Pour plus de détails, voir Fiche technique et Distribution.
Pessi ja Illusia est un  film fantastique finlandais co-écrit et réalisé par Heikki Partane et sorti en 1984.
Le scénario est basé sur le livre de même nom de Yrjö Kokko, publié en 1944.
Le film a été sélectionné comme candidature finlandaise pour le meilleur film en langue étrangère lors de la 57e cérémonie des Oscars, mais n'a pas été nommé.

## Intrigue
Pessi ja Illusia est l'histoire de l'amitié entre le gobelin Pessi et la fée Illusia.

## Fiche technique
- Titre original : Pessi ja Illusia
- Réalisation : Heikki Partane
- Scénario : Jorma Kairimo, Erkki Mäkinen, Heikki Partanen, Riitta Rautoma, adapté d'un roman de Yrjö Kokko
- Photographie :
- Montage :
- Musique :
- Production :
- Sociétés de production :
- Pays de production : Finlande
- Langue originale : finnois
- Format : couleur
- Genre : fantastique
- Durée : 77 minutes
- Dates de sortie[4] :
  - Finlande : 1984

## Distribution
- Eija Ahvo : Hiiriäiti
- Riitta-Anneli Forss : Viihdytystaiteilija
- Raimo Grönberg (fi) : Isä
- Minka-Maija Halko : Ristilukin tyttö
- Sami Kangas : Pessi
- Rauno Ketonen (fi) : Isä Illusioni (voix)
- Pentti Lahti (fi) : Viihdytyskiertueen saksofonisti
- Kateřina Lojdová : Kapteenin vaimo
- Annu Marttila (fi) : Illusia
- Pauli Pöllänen : Lumikko Martes
- Jarmo Savolainen (fi) : Viihdytyskiertueen pianisti
- Rabbe Smedlund (fi) : Närhi
- Sinikka Sokka (fi) : Viihdytystaiteilija
- Esa Suvilehto (fi) : Sotamies Pienanen
- Jorma Uotinen : Ristilukki
- Kai Vogt : Humalainen sotamies

## Récompenses et distinctions
- (en) Pessi ja Illusia: Awards, sur l'Internet Movie Database